# Distillerie Sécrestat
La distillerie Sécrestat, située aux n° 40-50 cours du Médoc à Bordeaux, a été construite en 1898 pour abriter la Maison Sécrestat, spécialisée en liqueur et spiritueux, qui a fonctionné de 1902 à 1973. Elle a ensuite été réhabilitée pour accueillir le Musée Goupil, musée de l'image industrielle, en 1991. Désormais, les collections du musée sont conservées au Musée d'Aquitaine.

## Historique

### La famille Sécrestat
Pierre-Jules-Honoré Sécrestat, fondateur de la Maison Sécrestat, est né à Montignac le 16 mai 1822. À la suite d'un revers financier il entre en apprentissage chez un liquoriste à l'âge de 14 ans.
En 1852, il s'installe à Bordeaux, 30 rue de Notre-Dame. Dans cette maison, il crée une de ses grandes spécialités : le « Bitter Sécrestat », une boisson à base de racines de gentiane. Vers 1878, il décide de s'installer dans une usine plus grande qui prendra le nom de Distillerie Sécrestat, un bâtiment édifié par Ernest Minvielle.
De 1869 à 1877 il est membre du conseil municipal de Bordeaux. Il écrit notamment un rapport sur la taxe unique ainsi que des propositions qui aboutiront à la construction du Marché des Chartrons, de l'église Saint-Louis et de l'école de la rue du Jardin-Public.
Vers 1878, il est élu maire de Saint-Pierre-de-Chignac. Il achète diverses diverses propriétés dans le Périgord dont le château de Lardimalie où il implante un vignoble. Par ailleurs, il décide de faire construire deux chais, pour la production et la conservation du vin, par le même architecte que la distillerie. Peu après la construction, il meurt en 1905.

### Inscription à l'inventaire des Monuments historiques

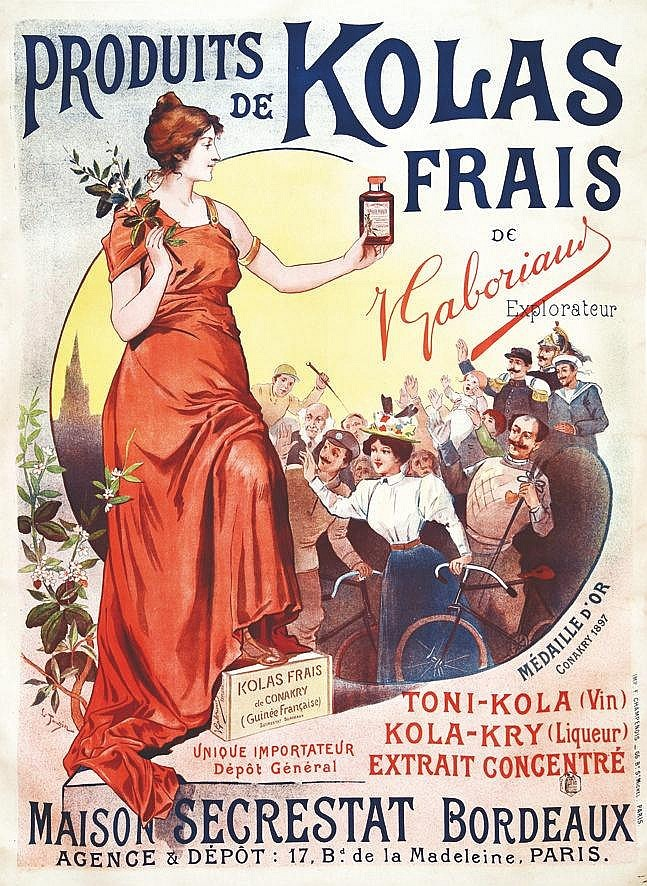

La construction de la distillerie est liée à l'essor du commerce de vin et des alcools dans le quartier Nord de Bordeaux au XIXe siècle. Dans les années 1990, les édifices construits dans ce quartier sont menacés de destruction dû aux nouveaux plans d'urbanisme de la ville. Ainsi, plusieurs personnes se mobilisent pour sauver ce bâtiment qui, selon eux, représente un intérêt historique local et architectural. Un dossier pour son inscription à l'Inventaire des Monuments historiques est monté. Il s'ensuit la mobilisation des autorités compétentes qui vont tour à tour donné leur avis.
L'inspecteur des Monuments historiques donna un avis défavorable à l'inscription sur l'inventaire des Monuments historiques considérant que même si la façade était intéressante le reste de l'édifice était décevant. En effet, tous les avis font mention de cet élément montrant la façade comme digne d'intérêt à la conservation, à l'exemple de l'architecte en chef des monuments historiques décrivant la façade comme « [...] un grand et beau morceau d'architecture néo-XVIIe siècle de la fin du XIXe siècle qui ne manque pas de saveur, tout autant que de belle composition ». Aussi, il rapporte dans son discours qu'il aurait été préférable de conserver les installations de la distillerie dans le cadre de la protection du patrimoine industriel et qu'il fallait absolument protéger la cheminée en brique « [...] pour le souvenir de la distillerie et son aspect de signal urbain ». En effet, ses cheminées représentatives d'un paysage urbain industrialisé ont souvent été détruites sans y attacher un intérêt patrimonial. Celle de la distillerie Sécrestat de Bordeaux en est une des rares subsistantes.
Enfin, le chef des services départemental de l'architecture de la Gironde considéra que la distillerie Sécrestat n'avait aucun intérêt sur le plan de l'histoire locale et elle ne paraissait donc pas mériter de protection particulière.
La distillerie est finalement inscrite à l'inventaire des Monuments historiques en 1993.

### Réhabilitation
La ville de Bordeaux possédait une collection sur l'art du XIXe siècle, composée d'un fonds de photographies, d'estampes, de cuivres gravés, de presses à taille-douce et d'archives de la Maison Goupil et Cie (éditeur d'estampes à Paris de 1829 à 1920). Ce fonds de collections a été rassemblé par Monsieur Vincent Imberti, négociant en estampes et tableaux, demeurant à Bordeaux, lors de la liquidation de la Maison Goupil et Cie en 1920. De ce fonds de collection est venue l'idée de la création du Musée Goupil comme Conservatoire de l'image industrielle. Après avis du Conseil artistique des musées de France, le Musée Goupil voit le jour en février 1991 dans l'ancienne distillerie de la Maison Sécrestat. Ce musée est consacré au phénomène de la multiplication de l'image. Du point de vue de l'histoire, des techniques, de l'iconographie, de l'ethnologie, des problématiques sociologico-économique, relève d'un musée des techniques mais aussi d'un caractère sociologique et des beaux-arts si l'on considère l'image comme une technique, un document et une œuvre. Le choix du lieu n'est pas anodin puisqu'il a été choisi pour son « caractère éclectique où se mêlent la brique, la pierre et l'architecture métallique ».
Lors de sa réhabilitation, le musée devait proposer un centre de recherche et une bibliothèque spécialisée dans les techniques de multiplication de l'image. Il avait pour ambition d'être un point important dans la recherche et l'étude du XIXe siècle. Il devait aussi proposer une médiation culturelle ayant pour but la présentation permanente des différents éléments de la collection, leur histoire et leurs thèmes ainsi que diverses animations à partir de la collection dont un atelier de gravure pour expérimenter les procédés anciens.
La distillerie ayant été laissée à l’abandon pendant plusieurs années, elle a nécessité d’importants travaux de rénovation et un réaménagement de l’espace. Aussi, une partie des collections a été présentée intra-muros avant que les travaux soient entamés. L’exposition s’est tenue du 25 novembre 1991 au 25 septembre 1992 sur les 700m² du rez-de-chaussée. La première salle présentait les différentes techniques de gravures en s’articulant autour des presses de la Maison Goupil et d’épreuves en fonction des matrices correspondantes. La même image était utilisée pour différencier les techniques d’impression et la variation de leurs aspects. Ainsi les images étaient chacune accompagnées de panneaux explicatifs et pédagogiques pour développer le propos. La seconde salle exposait un ensemble d’œuvres représentatives des collections de la Maison Goupil. Elle comprenait des photographies, des estampes et des documents d’archive montrant à la fois l’importance historique mais aussi préfigurant les manifestations futures qui auront été organisées par le musée. L’exposition se terminait sur des panneaux résumant l’histoire de la maison d’édition Goupil.

## Architecture
L'édifice présente un style dit « Henri IV ». Il a souvent été utilisé au cours du Second Empire par la bourgeoisie commerçante et se caractérise par l'usage de la brique et de la pierre dans la maçonnerie.

### Extérieur
Sa façade se déploie, au second niveau, sur de grandes baies ordonnées en neuf travées. La partie centrale est composée de trois travées en pierre. Au rez-de-chaussée, elle est percée d'une porte à deux battants sous un arc en plein cintre couronné par une guirlande agrafée. Le premier étage s'ouvre sur un balcon à porte-fenêtre surmonté par un édicule couronné d'un attique, coiffé d'un fronton, et alterné de volutes. Les parties gauche et droite de la façade sont de trois travées chacune composées de briques et de pierres et s'inspirent de l'architecture française du début du XVIIIe siècle.

### Intérieur
La porte centrale s'ouvre sur un large couloir aux murs et plafonds décorés de stucs. Il donne accès, à droite et à gauche, aux pièces principales ponctuées de piliers de fonte soutenues par des poutres et des solives pour venir renforcer un plafond aux hourdis en berceau segmentaire. La disposition du premier étage est quasiment identique. Des anciennes installations de la distillerie subsistent uniquement la grande cheminée accolée à l'arrière de l'édifice.

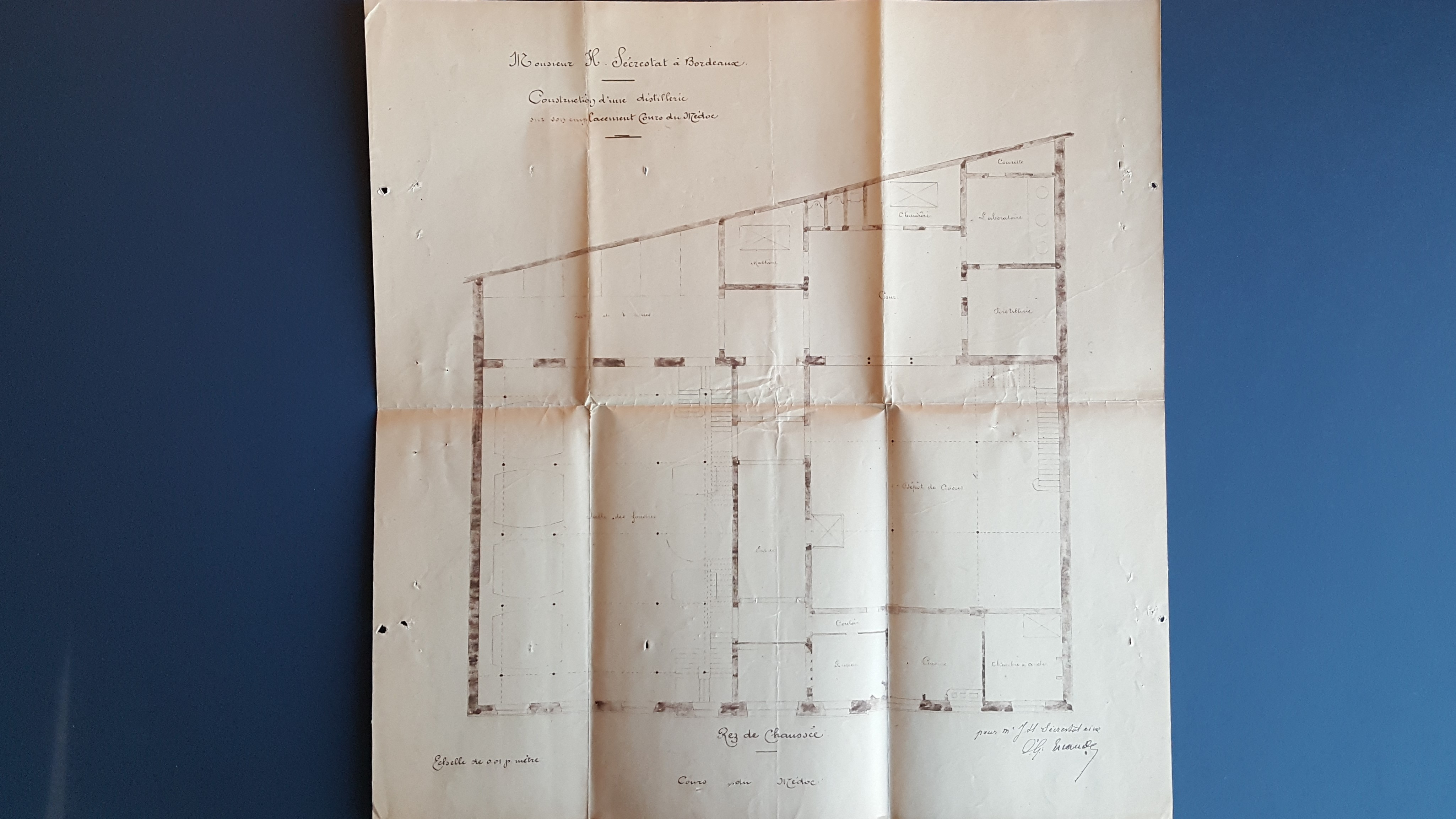
rez-de-chaussée
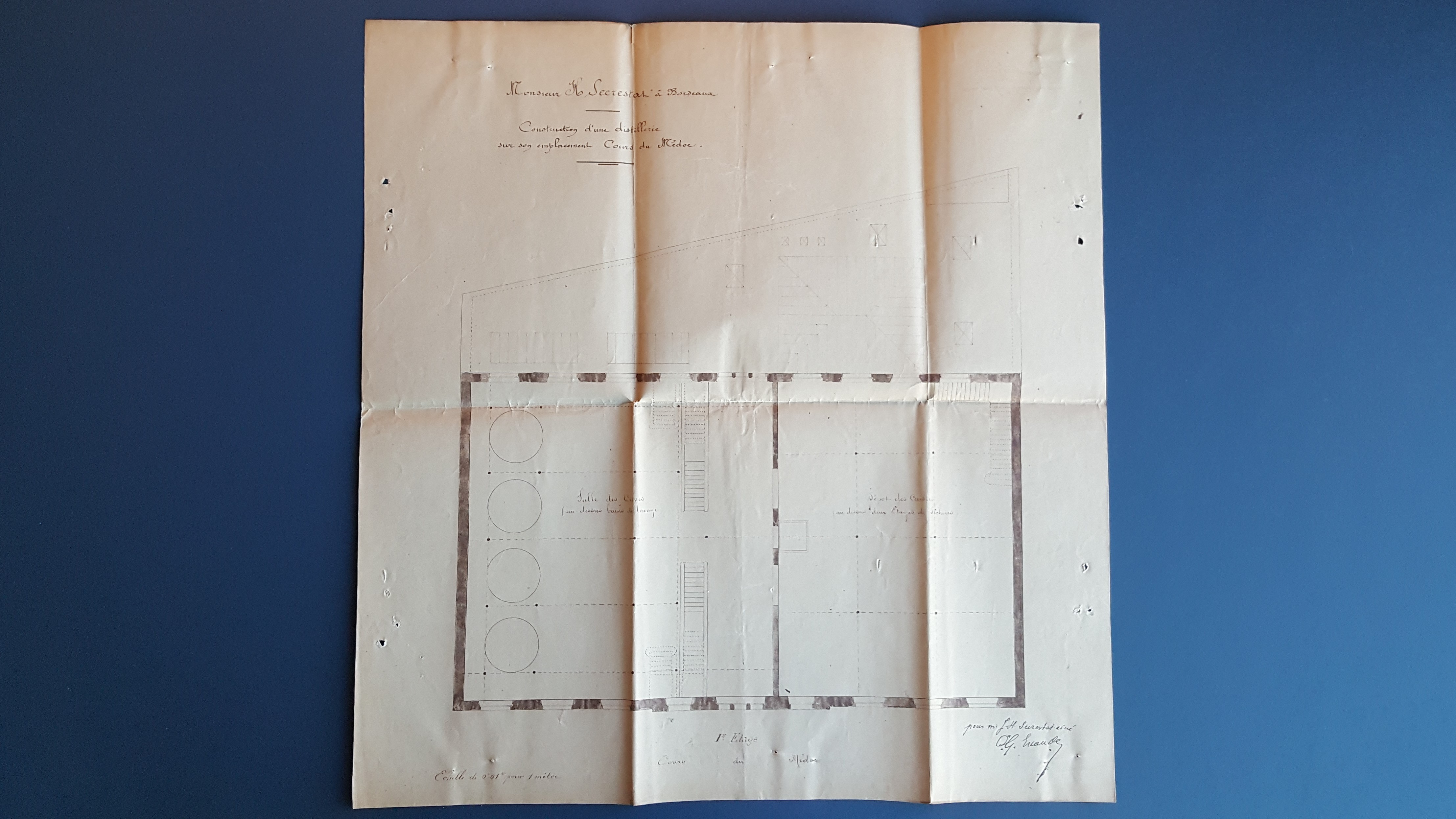
plan du 1er étage
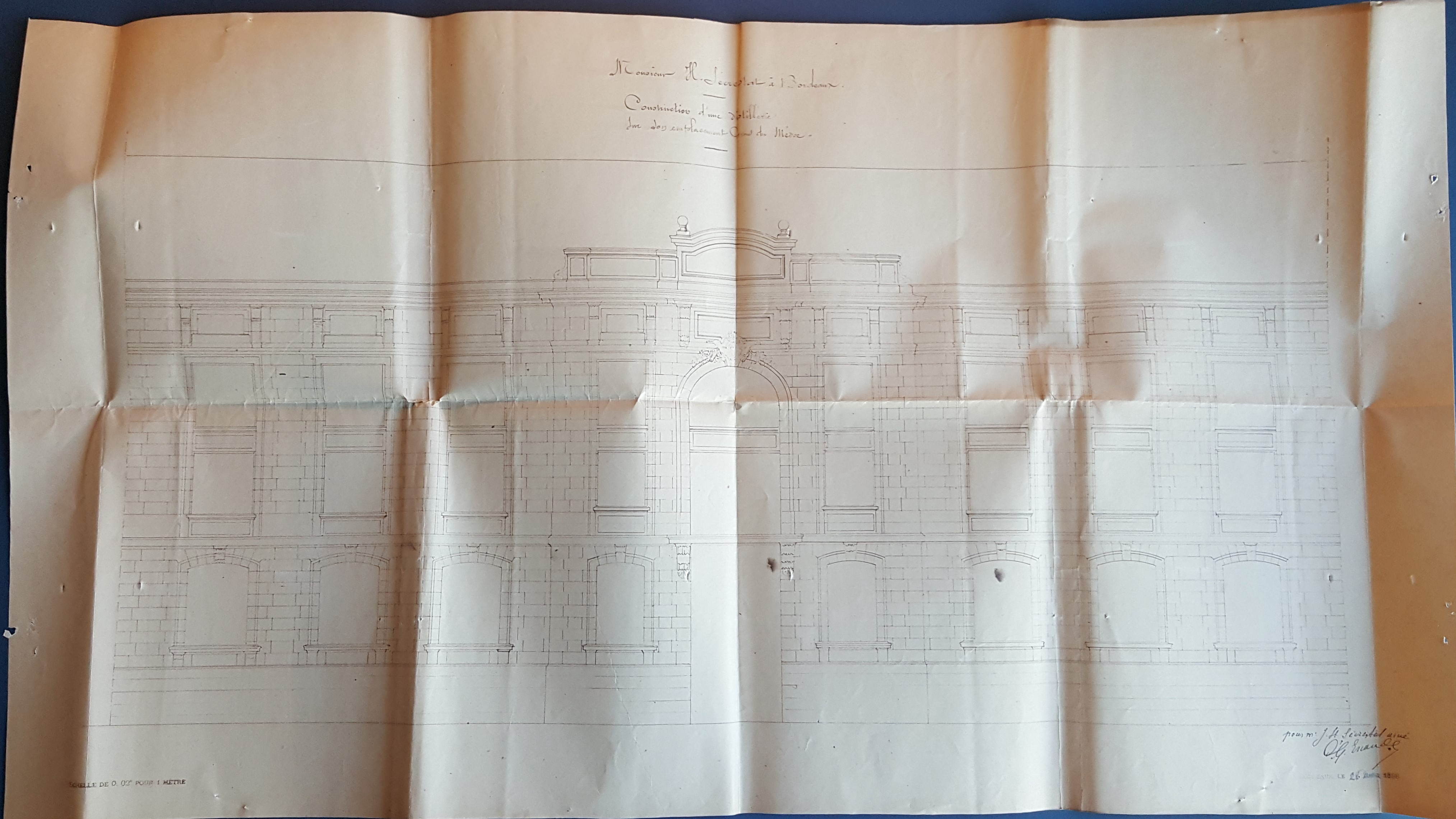
élévation de la façade
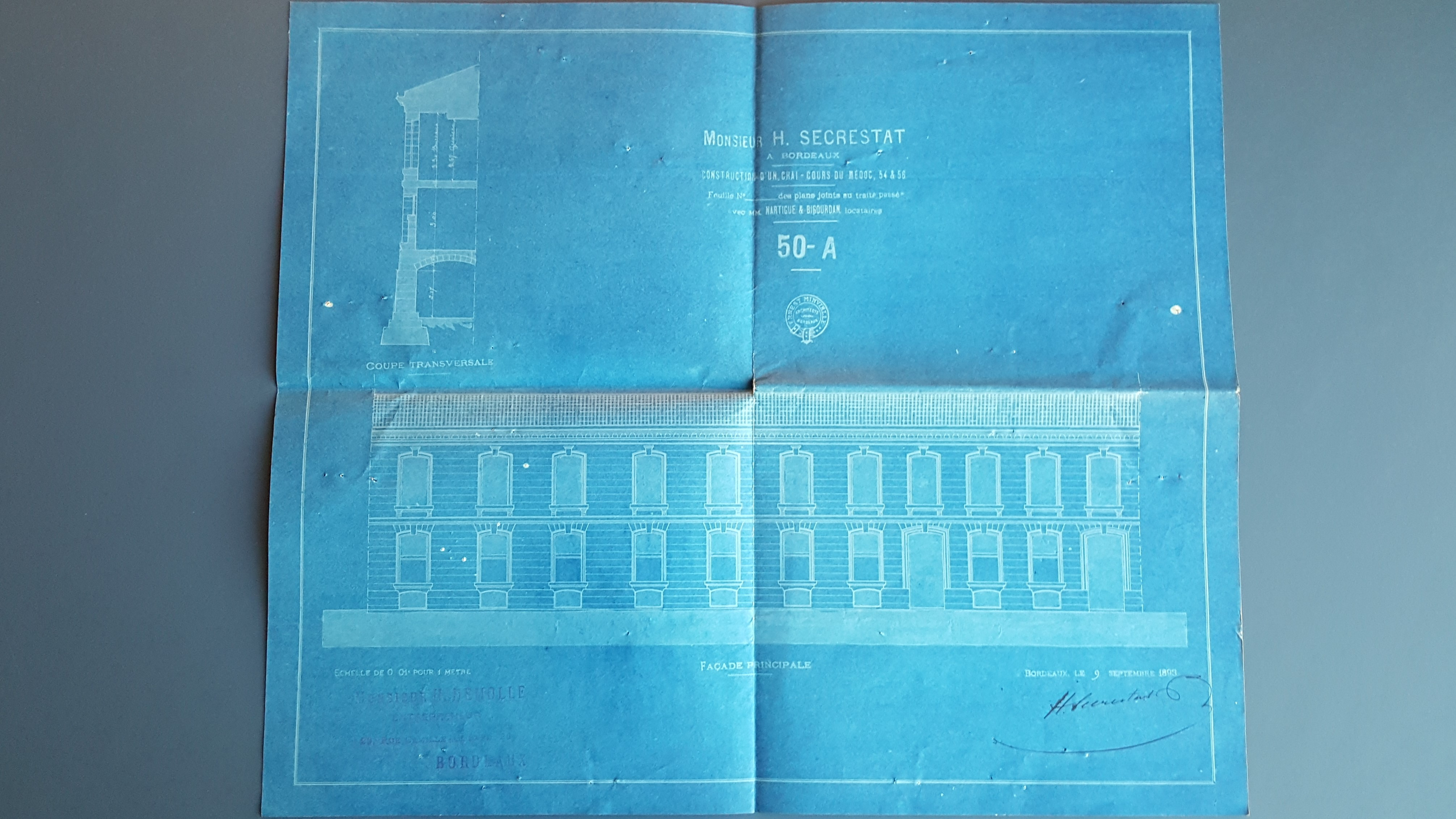
façade principale
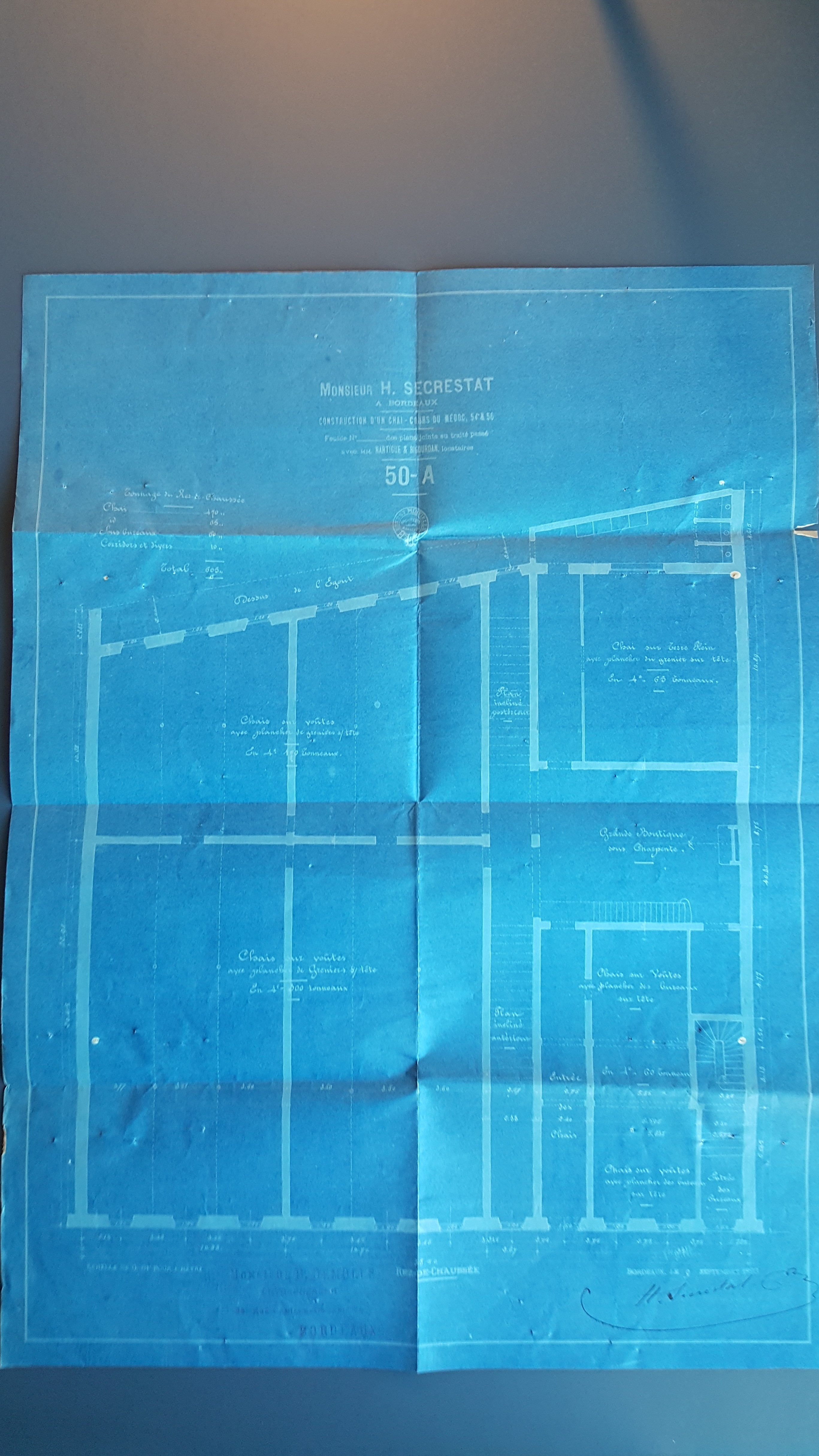
plan du rez-de-chaussée